# Bubblegum Crisis
Bubblegum Crisis (яп. バブルガムクライシス Бабуругаму кураисису) — аниме-сериал в жанре киберпанк, вышедший сразу на видео. Bubblegum Crisis относится к классике аниме и киберпанка. В 1991 году вышел сиквел — OVA Bubblegum Crash, в 1998—1999 годах был создан ремейк — аниме-сериал Bubblegum Crisis Tokyo 2040. Название дословно переводится как «Жевательная резинка: пузырь, который лопнет» и отсылает к бабблгаму — разновидности рок-музыки для подростков.
Большое влияние на сериал оказал фильм «Бегущий по лезвию»; в сериале встречаются отсылки к нему. Данный видеосериал стал первым в истории, сэйю которого собрали свою музыкальную группу, чтобы записать и исполнить саундтрек.
В 1990 году вышел OVA-сериал AD Police Files, в котором действие разворачивается в том же мире, позже было создано его продолжение AD Police: To Serve and Protect. В 2003 году был выпущен другой сериал в той же вселенной — Parasite Dolls.

## Сюжет
Действие сериала разворачивается в 2032 году. За 7 лет до этого произошло землетрясение, разрушившее Токио. Новый город Мегатокио на его месте был отстроен благодаря корпорации «Геном».
«Геном» является главным антагонистом произведения. Корпорация выпускает роботов и киборгов — «бумеров», которых используют в качестве рабочей силы и в военных целях. Несмотря на то, что бумеры были созданы, чтобы служить человечеству, они становятся смертельным оружием в руках плохих людей. Делами, связанными с такими роботами, занимается А. Д. полиция (от англ. ADvanced Police — «продвинутая полиция»). В ходе расследований у полиции возникают проблемы из-за финансового дефицита, бюрократии и политических вопросов.
Главными героями произведения становится женская команда наёмников «Рыцари сабли», сражающаяся с роботами и корпорацией. Для этого они используют особую броню типа экзоскелетов.

## Персонажи
- Силия Стингрей — лидер «Рыцарей сабли», дочь доктора Стингрея, создавшего бумеров. Спокойная и собранная. После убийства отца, подстроенного руководством «Генома», она получила схемы для создания брони, используемой «Рыцарями сабли». Её дневная работа — владелица магазина нижнего белья. В 2040 Силия меньше участвует в сражениях, а также её характер стал более игривым.

Сэйю: Ёсико Сакакибара.
- Присцилла «Присс» С. Асагири — одна из «Рыцарей», склонная к силовым решениям всех проблем в бою. Её дневная работа — рок-певица. Её имя и название её группы — «Репликанты» — являются отсылками к «Бегущему по лезвию»[7].

Сэйю: Кинуко Омори (Bubblegum Crisis), Рёко Татикава (Bubblegum Crash).
- Линна Ямадзаки — одна из «Рыцарей». Днём работает инструктором аэробики в Bubblegum Crisis, но в Bubblegum Crash берётся за работу консультанта на бирже. В 2040 её персонаж существенно меняется — она работает в офисе и присоединяется к команде в ходе сюжета, а не входит в неё изначально.

Сэйю: Митиэ Томидзава.
- Нэнэ Романова — одна из «Рыцарей», отвечающая за техническое обеспечение и взлом систем. Она также является и техническим экспертом А. Д. полиции. Она довольно наивна и плохо приспособленна к реальном миру.

Сэйю: Акико Хирамацу.

## OVA
Тосимити Судзуки изначально намеревался создать ремейк анимационного фильма 1982 года Techno Police 21C. Но после встречи с Дзюндзи Фудзитой и обмена идеями они решили работать вместе над тем, что станет Bubblegum Crisis. Кэнъити Сонода был привлечён для дизайна персонажей, в частности он создал четырёх центральных героинь. Масами Обари отвечал за дизайн механизмов.
В интервью Animerica в 1993 году Судзуки объяснил странное название: «Изначально мы назвали сериал „жвачка“ (англ. bubblegum — „жевательная резинка“), чтобы отразить мир в состоянии кризиса, как пузырь из жевательной резинки, который вот-вот лопнет.»
Bubblegum Crisis состоит из 8-ми OVA-серий. Изначально планировалось выпустить 13 серий, но из-за конфликта между Artmic и Youmex, совместно владевшими правами на сериал, выпуск серий был прерван. В 1991 году Artmic решили продолжить его самостоятельно и выпустили сиквел — Bubblegum Crash. Он должен был состоять из 5 завершающих серий, но из-за поданного иска против них от имени Youmex второй сериал был завершён на третьей серии.
Во многом Bubblegum Crisis схож с вышедшими до него Dirty Pair и Gall Force, но с большим фокусом на мехах, что делает его практически первым меха-сериалом с женскими центральными персонажами. Сам сеттинг был создан под сильным влиянием «Бегущего по лезвию» и «Улиц в огне». Начало первой серии смоделировано на основе начальных сцен «Улиц в огне». Штаб-квартира «Генома» выглядит, как пирамида из «Бегущего по лезвию», где живут и работают главы корпораций. А роботы-«бумеры» напоминают киборгов-терминаторов из одноимённого фильма.

### Список серийBubblegum Crisis
| 1 | Tinsel City Rhapsody | Кэнити Ятагай    | 47 мин | 1987-02-25 |
| Рыцарей Сабли нанимают, чтобы спасти похищенную девочку, однако всё оказывается не так просто.                               |                      |                  |        |            |
| 2 | Born to Kill         | Кэнити Ятагай    | 28 мин | 1987-09-05 |
| Подруга Линны угрожает раскрыть тайну Генома — причину, по которой умер её жених. Корпорация решает убить её.                |                      |                  |        |            |
| 3 | Blow Up              | Ясунори Идэ      | 26 мин | 1987-12-05 |
| Рыцари Сабли атакуют башню Генома, чтобы положить конец махинациям исполнительного директора Брайана Дж. Мейсона.            |                      |                  |        |            |
| 4 | Revenge Road         | Хироки Хаяси     | 38 мин | 1988-07-24 |
| Гонщик модифицирует свою машину, чтобы отомстить байкерам из Мегатокио. Однако вскоре у машины появляется собственный разум. |                      |                  |        |            |
| 5 | Moonlight Rambler    | Масами Обари     | 43 мин | 1988-12-25 |
| Неизвестный убийца высасывает кровь своих жертв, однако выясняется, что это не вампир.                                       |                      |                  |        |            |
| 6 | Red Eyes             | Масами Обари     | 50 мин | 1989-08-30 |
| Новая поддельная группа Рыцарей сабли начинает портить репутацию команды, что привело к борьбе с вернувшимся противником.    |                      |                  |        |            |
| 7 | Double Vision        | Фумихико Такаяма | 49 мин | 1990-03-14 |
| В Мегатокио прибывает певица с оружием, планирующая отомстить.                                                               |                      |                  |        |            |
| 8 | Scoop Chase          | Хироаки Года     | 50 мин | 1991-01-30 |
| Молодой учёный и начинающий репортёр хотят сделать себе имя за счёт популярности Рыцарей сабли.                              |                      |                  |        |            |

### Список серийBubblegum Crash
| 1 | Illegal Army | Хироси Исиодори  | 25 мая 1991     |
| «Рыцари сабли» практически прекратили свою деятельность, но теперь собираются вновь, чтобы разобраться с таинственной группой бывших солдат. |              |                  |                 |
| 2 | Geo Climbers | Хироюки Фукусима | 25 июля 1991    |
| Доктор Юри, бывший коллега доктора Стингрей, получает доступ к Адаму, бумеру второго поколения.                                              |              |                  |                 |
| 3 | Melt Down    | Хироси Исиодори  | 21 декабря 1991 |
| Таинственный вирус проник во всех бумеров, заставив их восстать.                                                                             |              |                  |                 |

## Медиа

### Аниме
В 1998—1999 годах создан ремейк OVA — телесериал Bubblegum Crisis Tokyo 2040. В нём слегка меняется сеттинг — Мегатокио теперь более яркий и процветающий, а сама история рассказывается с точки зрения Линны, только приехавшей в город и желающей стать частью «Рыцарей сабли», а также появляется новый сквозной сюжет о поиске лаборатории доктора Стингрея. В отличие от антиутопичного киберпанкового будущего оригинального сериала, в ремейке город изображён в более положительных тонах. На место хаосу пришёл порядок — городская инфраструктура выглядит больше как продукт здоровой экономики, а районы — результат плановой застройки. Многие боевые сцены разворачиваются не в неоновом свете огней, а среди белого дня. Дизайн главных героинь более проработан и детализирован, черты лиц героинь стали выглядеть сильнее, они стали более взрослыми и интересными.
В 1990 году вышел OVA-сериал AD Police Files, действие которого разворачивается в той же вселенной до появления «Рыцарей сабли». К нему позже вышел сиквел AD Police: To Serve and Protect. В 2003 году вышел ещё один OVA-сериал в той же вселенной — Parasite Dolls.
19 декабря 2021 года «Искусство кино», «Japan Foundation» при ВГБИЛ и «КАРО.АРТ» осуществили показ OVA Bubblegum Crisis 1987—1991 на японском языке с русскими субтитрами в московском кинотеатре «Октябрь» в рамках программы «Киберпанк. Воспоминание о будущем».

### Комиксы
На основе сюжета был выпущен ряд аниманг, среди которых были и односюжетные, и комедийные. Многие художники участвовали в создании комиксов, например Кэнъити Сонода, который создал оригинальный дизайн некоторых персонажей и их характер.
Некоторые комиксы были переведены на английский и выпускались в США компанией Dark Horse Comics. В 1994 году издательство выпустило созданный в Америке комикс Bubblegum Crisis: Grand Mal, написанный и нарисованный Адамом Варреном.

### Фильм
В мае 2009 года был анонсирован игровой полнометражный фильм Bubblegum Crisis. Соглашение о производстве было подписано на Каннском кинофестивале 2009 года. Фильм планировалось выпустить в 2012 году, его бюджет должен был составить 30 млн долларов. Было заявлено, что при работе команда консультируется с Синдзи Арамаки и Кэнъити Сонода, работавшими над оригиналом. Дальнейших сообщений о работе над фильмом не последовало.

## Отзывы
Bubblegum Crisis относится к классике аниме и киберпанка. Оно стало первым OVA, получившим широкое распространение в США. Рецензент ANN отмечает, что сериал возможно является самым известным в жанре «девушки с пушками». Screen Rant включил Bubblegum Crisis в список 10 лучших аниме о рок-группах на основании рейтинга IMDb. Также OVA 1987 года входит в список 50 лучших аниме всех времён по версии журнала «АнимеГид».
Аниме-сериал так же служит иллюстрацией смены стилей аниме в 80-х и 90-х годах: изображения в первых сериях более проработаны, но анимация выглядит грубее из-за меньшего числа кадров, тогда как в последних сериях заметна более плавная анимация, но меньшая проработанность деталей. Первые шесть серий Bubblegum Crisis полны особо «грубого» очарования, хотя их сюжет излишне надуман и сложен, тогда как последующие две серии демонстрируют лучший сценарий, раскрывают отношения между героинями, а сцены сражений с бумерами становятся менее безумными. Сюжет Bubblegum Crash более продуман и чётче фокусируется на отдельных аспектах противостояния роботов и людей.
Мегатокио изображён в соответствии с шаблонами антиутопии — киберпанковое кошмарное нагромождение небоскрёбов и смесь насилия и коррупции на улицах. Рецензент «АниМага» указывает, что изображения всех персонажей, даже самых эпизодических, хорошо проработаны. В то же время многие критики отмечают, что с современной точки зрения их причёски просто ужасны и больше напоминают бесформенную цветную массу, чем волосы. Особенно подчёркивается проработанность дизайна роботов и другой футуристической техники.
Критики отмечают превосходный подбор музыкальных композиций. Из-за того, что Присс является рок-певицей по сюжету, саундтрек аниме выполнен в рок-н-рольном тоне. Было выпущено несколько музыкальных клипов, в которых песни исполяют сэйю «Рыцарей» и озвучивавшая Вижн, другую героиню-певицу кроме Присс, Майка Хасимото.
Во многом популярность аниме на Западе может объясняться схожестью с фильмами «Бегущий по лезвию» и «Робокоп», что привлекло не только фанатов аниме, но и поклонников научной фантастики. OVA открыла путь на Запад для многих других произведений жанра, включая как серьёзные произведения вроде Akira, Patlabor и «Призрак в доспехах», так и менее глубокие Appleseed, Black Magic M-66 и Dominion Tank Police.